# Josep Pons i Viladomat
Josep Pons i Viladomat (Puig-reig, Berguedà, 1957) és un director d'orquestra català. Des del 1998, és director principal associat del Gran Teatre del Liceu i el 2010 en fou nomenat director musical, càrrec que assumí a partir del setembre de 2012.

## Biografia
Un mestre de l'escola de Puig-reig li va suggerir que podia fer les proves per entrar a l'Escolania de Montserrat, ja que tenia bona veu, i li donaria una educació molt millor que la que li podia oferir les escoles nacionals de l'època, i ell mateix el va preparar per a les proves d'ingrés. Va entrar a l'escolania amb nou anys, i aquest fet va marcar profundament la seva vida, perquè va rebre una excel·lent formació musical i intel·lectual, i fou un escolà avantatjat musicalment, tocava l'orgue i a dotze anys ja havia decidit dedicar-se a la música. A més, també li va despertar la consciència cívica de país, pel catalanisme que s'hi respirava durant el franquisme. En acabar l'etapa de l'escolania, a catorze anys, va formar part com a pianista de la Polifònica de Puig-reig (que s'acabava de crear, llavors amb el nom de Joventut Sardanista), també va tocar en una orquestra de ball i va començar a fer arranjaments per a intèrprets de la Cançó com Marina Rossell i Raimon. Va continuar els estudis al Conservatori Municipal de Música de Barcelona, on cursà estudis de composició amb Josep Soler i de direcció amb Antoni Ros-Marbà. La tradició secular i l'intens estudi tant de la polifonia com de la música contemporània han marcat el seu posterior desenvolupament musical i intel·lectual.
Després de la direcció musical de la producció de La flauta màgica al Teatre Lliure, a Barcelona, va endegar l'Orquestra de Cambra Teatre Lliure el 1985, de la qual va ser director durant dotze anys. Aquesta agrupació s'especialitzà en el repertori de música del segle xx per a orquestra de cambra; el conjunt adquirí un prestigi internacional amb diversos enregistraments d'obres de Falla, Frederic Mompou, Isaac Albéniz i Pascual, Gerhard i Stravinski així com de compositors actuals com Luis de Pablo, Benet Casablancas, Joan Albert Amargós, Josep Soler i Astor Piazzolla.
Va dirigir la Coral Belles Arts de Sabadell del 1985 al 1987 i la Coral Càrmina en el període 1988-90. El 1992 va encarregar-se de la direcció musical de les cerimònies dels Jocs Olímpics de Barcelona. El 1993, quan va néixer la Jove Orquestra Nacional de Catalunya, inicialment anomenada Jove Orquestra Simfònica de Catalunya, es va fer càrrec de la seva direcció fins a l'any 2001. El 1994, va ser nomenat director de l'Orquestra Ciutat de Granada, càrrec que ostentà fins al 2004. Amb aquesta orquestra va desenvolupar una intensa activitat discogràfica de la mà d'Harmonia Mundi France, amb 20 discos, considerats per la premsa internacional com una renovació en la interpretació de la música espanyola. Del 2003 al 2012 assumí la direcció de l'Orquestra Nacional d'Espanya, amb la qual va liderar una profunda renovació en l'àmbit artístic fins a ser considerada com a referent de qualitat i programació.
Ha dirigit orquestres com la Simfònica de Göteborg, Orquestra Nacional de França, Orquestra de la Ràdio de Frankfurt, Filharmònica de Rotterdam i Deutsche Kammerphilarmonie Bremen. Ha dirigit Il barbiere di Siviglia, La flauta màgica, The Lighthouse, La Voix humaine, Un altre pas de rosca i l'Orfeo, entre d'altres. Debutà al Liceu amb El amor brujo (1993-94). Hi va tornar en nombroses ocasions, La Fattucchiera (2001-02), L'occasione fa il ladro (2002-03), Peter Grimes (2003-04), Gaudí (2004-05) el Concert Mozart (2005-06).
L'octubre del 2010, el Gran Teatre del Liceu va anunciar el nomenament de Pons com a pròxim director musical, a partir de setembre del 2012, per un contracte inicial de sis anys. El novembre del 2017, el Liceu anuncia l'ampliació del contracte fins a la temporada 2021-2022. El juliol del 2021, el Liceu anuncia una altra ampliació de contracte fins a la temporada 2025-2026. El gener del 2024, l'orquestra Deutsche Radio Philharmonie Saarbrücken Kaiserslautern anuncia el nomenament de Pons com a director principal, càrrec que serà efectiu en la temporada 2025-2026.
Ha dirigit les estrenes de les òperes Don Quixot a Barcelona, de José Luis Turina i La Fura dels Baus, Gaudí, de Joan Guinjoan, La Fattucchiera, de Vicenç Cuyàs, i L'enigma di Lea, de Benet Casablancas.

## Altres projectes
Juntament amb la seva muller, Virgínia Parramon, ha endegat Logos Berguedà, un projecte que combina gastronomia i centre cultural a l'Ametlla de Merola (al municipi de Puig-reig, poble natal de la parella), on es duen a terme trobades, sopars temàtics d'òpera i exposicions. Al mateix temps, han iniciat el cultiu ecològic de verdures en una finca de l'Espunyola, que després ofereixen al restaurant Logos.

## Premis
Ha rebut, entre d'altres, el Premi Ciutat de Barcelona (1992) de l'Institut de Cultura de l'Ajuntament de Barcelona i el Premio Nacional de Música (1999) concedit pel Ministeri de Cultura. És acadèmic numerari de la Reial Acadèmia Catalana de Belles Arts de Sant Jordi i l'any 2019 li va ser atorgada la Medalla d'Or al Mèrit en les Belles Arts.
El 7 d'abril de 2021 va ser investit Doctor honoris causa per la Universitat Autònoma de Barcelona, a proposta de la Facultat de Filosofia i Lletres de la UAB en reconeixement del seu compromís amb el panorama musical de Catalunya; a la seva contribució en la recuperació i difusió del patrimoni musical hispànic; al seu suport als compositors contemporanis i a les noves generacions d'instrumentistes; a la creació de projectes innovadors i d'excel·lència i al seu esforç per obrir el fet musical als nous públics del segle XXI.
L'any 2025 va rebre la Creu de Sant Jordi atorgada per la Generalitat de Catalunya com a reconeixement a la seva tasca.